# 인도네시아의 마천루 목록
인도네시아의 마천루 목록은 높이가 높은 인도네시아의 마천루이다. 자카르타는 인도네시아의 수도다. 그레이터 자카르타에는 88개의 마천루(150m+)가 공사중이며 아직 공사중인 26개의 마천루(150m+)가 있다. 인도네시아는 세계에서 11번째로 완공된 건물의 수와 아시아에서 9번째로 선정되었다. 아직 공사중인 4개의 초고층 빌딩(300m+)가 있다. 평균 건물 연령은 8년이다. 자카르타에서의 첫 번째 고지대는 위스마 46(262m)이며, 자카르타에서 가장 높은 마천루 중 가장 긴 기록을 거의 20년간 보유하고 있다. 자카르타에서 가장 높은 건물은 2015년 이래로 가마 타워(289m)다.

## 150m 이상의 완공된 인도네시아의 마천루 목록
| 순위 | 마천루                                      | 지방         | 위치     | 높이  | 층수 | 완공 |
| ---- | ------------------------------------------- | ------------ | -------- | ----- | ---- | ---- |
| 1    | 가마 타워                                   | DKI 자카르타 | 자카르타 | 288 m | 69   | 2016 |
| 2    | 위스마 46                                   | DKI 자카르타 | 자카르타 | 262 m | 51   | 1996 |
| 3    | 사히드 수디르만 센터                        | DKI 자카르타 | 자카르타 | 258 m | 59   | 2015 |
| 4    | 래플스 자카르타                             | DKI 자카르타 | 자카르타 | 253 m | 49   | 2015 |
| 5    | 더 빠꾸보노 시그니쳐                        | DKI 자카르타 | 자카르타 | 252 m | 50   | 2014 |
| 6    | 시나르마스 MSIG 타워                        | DKI 자카르타 | 자카르타 | 245 m | 48   | 2015 |
| 7    | 메나라 BCA, 그랜드 인도네시아               | DKI 자카르타 | 자카르타 | 230 m | 56   | 2008 |
| 8    | 에쿼티 타워                                 | DKI 자카르타 | 자카르타 | 220 m | 44   | 2010 |
| 9    | 텔콤 랜드마크 타워                          | DKI 자카르타 | 자카르타 | 219 m | 48   | 2016 |
| 10   | 더 피크 타워 1                              | DKI 자카르타 | 자카르타 | 219 m | 55   | 2006 |
| 10   | 더 피크 타워 2                              | DKI 자카르타 | 자카르타 | 219 m | 55   | 2006 |
| 12   | 더 에너지 타워                              | DKI 자카르타 | 자카르타 | 217 m | 40   | 2008 |
| 13   | 캐피탈 플레이스 오피스 타워                 | DKI 자카르타 | 자카르타 | 215 m | 47   | 2016 |
| 14   | 켐핀스키 레지던스, 그랜드 인도네시아        | DKI 자카르타 | 자카르타 | 215 m | 58   | 2008 |
| 15   | 바크리 타워                                 | DKI 자카르타 | 자카르타 | 214 m | 50   | 2009 |
| 16   | 인터내셔널 파이낸셜 센터 타워 2             | DKI 자카르타 | 자카르타 | 213 m | 49   | 2016 |
| 17   | 수디르만 플레이스                           | DKI 자카르타 | 자카르타 | 213 m | 52   | 2008 |
| 18   | 리츠칼튼 자카르타 A                         | DKI 자카르타 | 자카르타 | 212 m | 48   | 2005 |
| 18   | 리츠칼튼 자카르타 B                         | DKI 자카르타 | 자카르타 | 212 m | 48   | 2005 |
| 20   | 더 타워                                     | DKI 자카르타 | 자카르타 | 212 m | 50   | 2016 |
| 21   | 케라톤 앗 더 플라자 타워, 플라자 인도네시아 | DKI 자카르타 | 자카르타 | 210 m | 48   | 2009 |
| 22   | U-레지던스 타워 2                           | 반튼주       | 탕그랑   | 209 m | 59   | 2015 |
| 23   | 그린 베이 쁠루잇 타워 J                     | DKI 자카르타 | 자카르타 | 208 m | 48   | 2015 |
| 23   | 그린 베이 쁠루잇 타워 K                     | DKI 자카르타 | 자카르타 | 208 m | 48   | 2015 |
| 23   | 그린 베이 쁠루잇 타워 L                     | DKI 자카르타 | 자카르타 | 208 m | 48   | 2015 |
| 23   | 그린 베이 쁠루잇 타워 M                     | DKI 자카르타 | 자카르타 | 208 m | 48   | 2015 |
| 27   | 더 시티 센터                                | DKI 자카르타 | 자카르타 | 208 m | 47   | 2012 |
| 28   | 마이홈 아파트먼트                           | DKI 자카르타 | 자카르타 | 207 m | 49   | 2014 |
| 29   | 덴파사 레지던스 1, 쿠닝간 시티              | DKI 자카르타 | 자카르타 | 203 m | 53   | 2012 |
| 29   | 덴파사 레지던스 2, 쿠닝간 시티              | DKI 자카르타 | 자카르타 | 203 m | 53   | 2012 |
| 31   | 뚠중안 플라자 5                             | 동자와주     | 수라바야 | 201 m | 50   | 2015 |
| 32   | 더 플라자 오피스 타워, 플라자 인도네시아    | DKI 자카르타 | 자카르타 | 200 m | 42   | 2009 |
| 33   | 위스마 물리아                               | DKI 자카르타 | 자카르타 | 195 m | 54   | 2003 |
| 34   | 악사 타워 자카르타, 쿠닝간 시티             | DKI 자카르타 | 자카르타 | 195 m | 45   | 2012 |
| 35   | UOB 플라자                                  | DKI 자카르타 | 자카르타 | 194 m | 41   | 2012 |
| 35   | DBS 뱅크 타워                               | DKI 자카르타 | 자카르타 | 194 m | 37   | 2013 |
| 37   | 더 리츠 끄망 빌리지                         | DKI 자카르타 | 자카르타 | 192 m | 41   | 2012 |
| 38   | 리츠칼튼 호텔, 원 퍼시픽 플레이스 타워      | DKI 자카르타 | 자카르타 | 190 m | 38   | 2007 |
| 39   | 센트럴 파크 레지던스 타워 1                 | DKI 자카르타 | 자카르타 | 188 m | 49   | 2011 |
| 39   | 센트럴 파크 레지던스 타워 2                 | DKI 자카르타 | 자카르타 | 188 m | 49   | 2011 |
| 39   | 센트럴 파크 레지던스 타워 3                 | DKI 자카르타 | 자카르타 | 188 m | 49   | 2011 |
| 42   | 세노파티 레지던스 타워 1                    | DKI 자카르타 | 자카르타 | 188 m | 43   | 2012 |
| 42   | 세노파티 레지던스 타워 2                    | DKI 자카르타 | 자카르타 | 188 m | 43   | 2012 |
| 44   | 퍼시픽 플레이스 아파트먼트 1                | DKI 자카르타 | 자카르타 | 180 m | 32   | 2007 |
| 44   | 퍼시픽 플레이스 아파트먼트 2                | DKI 자카르타 | 자카르타 | 180 m | 32   | 2007 |
| 45   | 메나라 팔마 2                               | DKI 자카르타 | 자카르타 | 181 m | 34   | 2016 |
| 47   | 더 오차드 사트리오                          | DKI 자카르타 | 자카르타 | 171 m | 44   | 2016 |
| 47   | 더 레지던스 사트리오                        | DKI 자카르타 | 자카르타 | 171 m | 44   | 2016 |
| 49   | 메나라 카딘 타워                            | DKI 자카르타 | 자카르타 | 169 m | 37   | 1997 |
| 50   | 센트럴 파크 오피스 타워                     | DKI 자카르타 | 자카르타 | 167 m | 41   | 2011 |
| 51   | 스카이로프트                                | 동자와주     | 수라바야 | 165 m | 50   | 2016 |
| 51   | 더 보일라 아파트먼트                        | 동자와주     | 수라바야 | 165 m | 50   | 2016 |
| 53   | 센테니얼 오피스 타워                        | DKI 자카르타 | 자카르타 | 164 m | 39   | 2015 |
| 54   | 더 피크 타워 3                              | DKI 자카르타 | 자카르타 | 163 m | 37   | 2006 |
| 54   | 더 피크 타워 4                              | DKI 자카르타 | 자카르타 | 163 m | 37   | 2006 |
| 56   | 아마르따뿌라 1                              | 반튼주       | 탕그랑   | 163 m | 52   | 1996 |
| 57   | 메나라 마타하리                             | 반튼주       | 탕그랑   | 162 m | 41   | 1996 |
| 58   | 에퀴티 타워                                 | DKI 자카르타 | 자카르타 | 161 m | 32   | 2012 |
| 59   | 플라자 BII                                  | DKI 자카르타 | 자카르타 | 160 m | 39   | 1997 |
| 59   | 월드 트레이드 센터 2                        | DKI 자카르타 | 자카르타 | 160 m | 30   | 2012 |
| 59   | 오크우드 오크우드 프리미어 코스모스         | DKI 자카르타 | 자카르타 | 160 m | 45   | 2006 |
| 62   | 레이스우드 타워                             | DKI 자카르타 | 자카르타 | 159 m | 37   | 2011 |
| 63   | 다빈치 타워                                 | DKI 자카르타 | 자카르타 | 159 m | 34   | 2003 |
| 64   | 더 세인트 모리츠 타워                       | DKI 자카르타 | 자카르타 | 158 m | 42   | 2016 |
| 65   | 수더르만 레지던스                           | DKI 자카르타 | 자카르타 | 158 m | 44   | 2009 |
| 66   | 아마르따뿌라 2                              | 반튼주       | 탕그랑   | 158 m | 41   | 1997 |
| 67   | 삼포르나 스트레티지 스퀘어 A                | DKI 자카르타 | 자카르타 | 158 m | 32   | 1997 |
| 67   | 삼포르나 스트레티지 스퀘어 B                | DKI 자카르타 | 자카르타 | 158 m | 32   | 1997 |
| 69   | U 레지던스 1                                | 반튼주       | 탕그랑   | 157 m | 41   | 2012 |
| 70   | 사이버2 타워                                | DKI 자카르타 | 자카르타 | 156 m | 33   | 2009 |
| 71   | 바타비아 타워                               | DKI 자카르타 | 자카르타 | 155 m | 32   | 1997 |
| 72   | 인터컨티넨탈 미드플라자 자카르타 호텔       | DKI 자카르타 | 자카르타 | 155 m | 37   | 1997 |
| 73   | 알티라 오피스 파크                          | DKI 자카르타 | 자카르타 | 155 m | 33   | 2015 |
| 74   | 더 뷰우                                     | 동자와주     | 수라바야 | 153 m | 38   | 2012 |
| 74   | 더 비아                                     | 동자와주     | 수라바야 | 153 m | 38   | 2012 |
| 76   | 워터 플레이스 레지던스 타워 E               | 동자와주     | 수라바야 | 153 m | 38   | 2012 |
| 76   | 워터 플레이스 레지던스 타워 B               | 동자와주     | 수라바야 | 153 m | 38   | 2012 |
| 76   | 워터 플레이스 레지던스 타워 A               | 동자와주     | 수라바야 | 153 m | 38   | 2012 |
| 79   | 퍼스트 캐피탈 센터                          | DKI 자카르타 | 자카르타 | 152 m | 37   | 1997 |
| 80   | 따만 앙그렉 1                               | DKI 자카르타 | 자카르타 | 151 m | 46   | 1998 |
| 80   | 따만 앙그렉 2                               | DKI 자카르타 | 자카르타 | 151 m | 46   | 1998 |
| 80   | 따만 앙그렉 3                               | DKI 자카르타 | 자카르타 | 151 m | 46   | 1998 |
| 80   | 따만 앙그렉 4                               | DKI 자카르타 | 자카르타 | 151 m | 46   | 1998 |
| 80   | 따만 앙그렉 5                               | DKI 자카르타 | 자카르타 | 151 m | 46   | 1998 |
| 80   | 따만 앙그렉 6                               | DKI 자카르타 | 자카르타 | 151 m | 46   | 1998 |
| 80   | 따만 앙그렉 7                               | DKI 자카르타 | 자카르타 | 151 m | 46   | 1998 |
| 80   | 따만 앙그렉 8                               | DKI 자카르타 | 자카르타 | 151 m | 46   | 1998 |
| 88   | 애스톤 베란다                               | DKI 자카르타 | 자카르타 | 150 m | 39   | 2009 |
| 89   | 수디르만 플라자                             | DKI 자카르타 | 자카르타 | 150 m | 38   | 2007 |
| 90   | 더 시티 센터                                | DKI 자카르타 | 자카르타 | 150 m | 32   | 2007 |
| 90   | 더 빠꾸모노 하우스                          | DKI 자카르타 | 자카르타 | 150 m | 32   | 2015 |
| 90   | 파라히앙간 레지던스                         | 서자와주     | 반둥     | 150 m | 35   | 2015 |

## 가장 높은 공사, 준비, 토핑오프 (T/O) 및 발표 예정 (TBA)

### 공사중인 초고층 마천루
이것들은 인도네시아에서 공사중인 150m+ 마천루 목록이다.
| 순위 | 마천루                         | 지방         | 위치     | 높이  | 층수 | 마침 연도 |
| ---- | ------------------------------ | ------------ | -------- | ----- | ---- | --------- |
| 1    | 아이콘 타워 1                  | DKI 자카르타 | 자카르타 | 350 m | 75   | 2018      |
| 2    | 탐린 나인 타워 1               | DKI 자카르타 | 자카르타 | 330 m | 71   | 2018      |
| 3    | 인도네시아-1 노스 타워         | DKI 자카르타 | 자카르타 | 303 m | 59   | 2019      |
| 3    | 인도네시아-1 사우스 타워       | DKI 자카르타 | 자카르타 | 303 m | 59   | 2019      |
| 5    | 7 포인트 8                     | DKI 자카르타 | 자카르타 | 298 m | -    | -         |
| 6    | 아스트라 타워                  | DKI 자카르타 | 자카르타 | 270 m | 51   | 2018      |
| 7    | 트레이서리 타워                | DKI 자카르타 | 자카르타 | 264 m | 59   | 2017      |
| 8    | 시푸차 월드 자카르타 2         | DKI 자카르타 | 자카르타 | 256 m | 47   | 2016      |
| 9    | 밀레니엄 오피스 타워           | DKI 자카르타 | 자카르타 | 254 m | 53   | 2017      |
| 10   | 월드 캐피탈 타워               | DKI 자카르타 | 자카르타 | 244 m | 51   | 2018      |
| 11   | 포 시즌스 레지던스             | DKI 자카르타 | 자카르타 | 244 m | 55   | 2019      |
| 12   | 카사 도멘 타워 1               | DKI 자카르타 | 자카르타 | 230 m | 61   | 2017      |
| 13   | 메나라 콤파스 3                | DKI 자카르타 | 자카르타 | 226 m | 50   | 2018      |
| 14   | 더 헌드레드                    | DKI 자카르타 | 자카르타 | 212 m | 47   | 2018      |
| 15   | 세퀸 센터 타워                 | DKI 자카르타 | 자카르타 | 210 m | 39   | 2018      |
| 16   | PCPD 타워                      | DKI 자카르타 | 자카르타 | 209 m | 40   | 2017      |
| 17   | 카사 도멘 타워 2               | DKI 자카르타 | 자카르타 | 209 m | 55   | 2017      |
| 18   | 이터니티 타워                  | DKI 자카르타 | 자카르타 | 205 m | 51   | 2016      |
| 18   | 인피니티 타워                  | DKI 자카르타 | 자카르타 | 205 m | 51   | 2016      |
| 19   | 포도모로 시티 델리 오피스 타워 | 북수마트라주 | 메단     | 200 m | 50   | 2018      |
| 20   | 치타랜드 타워                  | DKI 자카르타 | 자카르타 | 196 m | 40   | 2018      |
| 21   | 엘리츠 타워                    | 동자와주     | 수라바야 | 192 m | 50   | 2018      |
| 22   | 룩스 타워                      | 동자와주     | 수라바야 | 192 m | 50   | 2018      |
| 24   | 카스피안 타워                  | 동자와주     | 수라바야 | 174 m | 48   | 2018      |
| 25   | MNC 파크 하얏트                | DKI 자카르타 | 자카르타 | 173 m | 39   | 2017      |
| 26   | 에메랄드 타워                  | 서자와주     | 브카시   | 170 m | 44   | 2017      |
| 26   | 바클레이 타워                  | 서자와주     | 브카시   | 170 m | 44   | 2017      |
| 28   | 홀랜드 빌리지 오피스 타워      | DKI 자카르타 | 자카르타 | 157 m | 35   | 2017      |
| 29   | 소에따 스카이 파크             | 서자와주     | 반둥     | 150 m | 40   | 2020      |

### 제안됨
인도네시아에는 제안된 마천루가 너무 많으므로 주요 수퍼 볼트만 표시됨;
| 순위 | 마천루                    | 지방          | 위치     | 높이   | 층수 | 비고   |
| ---- | ------------------------- | ------------- | -------- | ------ | ---- | ------ |
| 1    | 시그니쳐 타워 자카르타    | DKI 자카르타  | 자카르타 | 638 m  | 113  | 공사중 |
| 2    | 알레그로 알투라 타워 다고 | 서자와주      | 반둥     | 600 m  |      | [ 1 ]  |
| 3    | 폴룩스 하비비             | 리아우 제도주 | 바탐섬   | 400 m  | 100  | TBA    |
| 4    | EX 타워                   | DKI 자카르타  | 자카르타 | 441 m  | -    |        |
| 5    | 페루리 88                 | DKI 자카르타  | 자카르타 | 389 m  | 88   |        |
| 6    | 부미푸트라 타워           | DKI 자카르타  | 자카르타 | 275 m  | -    |        |
| 7    | 포튠 타워                 | DKI 자카르타  | 자카르타 | 270 m  | -    |        |
| 8    | 레비뉴 타워               | DKI 자카르타  | 자카르타 | 260 m  | -    |        |
| 9    | 루이스 키엔 레지던스      | 리아우 제도주 | 바탐섬   | 230 m+ | 50   | TBA    |
| 10   | 루이스 키엔 레지던스      | 리아우 제도주 | 바탐섬   | 230 m+ | 40   | TBA    |
| 11   | 사이버 이스테이트 타워    | DKI 자카르타  | 자카르타 | - m    | 60   |        |
| 11   | 그랜드 사히드 플라자      | DKI 자카르타  | 자카르타 | - m    | 50   |        |